# Aeroportul Municipal Gooding
Aeroportul Municipal Gooding (IATA: GNG, ICAO: KGNG, FAA LID: GNG) este un aeroport din Idaho, Statele Unite ale Americii.
Situat la o altitudine de 1.137,48312 m, aeroportul dispune de 1 pistă.

## Infrastructură

### Piste
Aeroportul dispune de o singură pistă. Pista 07/25 are suprafața de asfalt și dimensiunile 4.745 picioare × 75 picioare. 